# Station Praha-Radotín
Station Praha-Radotín is een spoorwegstation in wijk Radotín, aan de zuidkant van de Tsjechische hoofdstad Praag. Het station ligt aan spoorlijn 171 die van het Praagse hoofdstation naar Beroun loopt. Het station wordt beheerd door de nationale spoorwegonderneming České dráhy in samenwerking met de Staatsorganisatie voor spoorweginfrastructuur (SŽDC). Station Praha-Radotín werd geopend in 1862, tegelijk met de opening van de spoorlijn. Sinds 1968 heeft het station een stationsgebouw.
Praha hlavní nádraží ↔ Praha-Smíchov ↔ Praha-Velká Chuchle ↔ Praha-Radotín ↔ Černošice ↔ Černošice-Mokropsy ↔ Všenory ↔ Dobřichovice ↔ Řevnice ↔ Zadní Třebaň ↔ Karlštejn ↔ Srbsko ↔ Beroun